# Maurycy Popiel

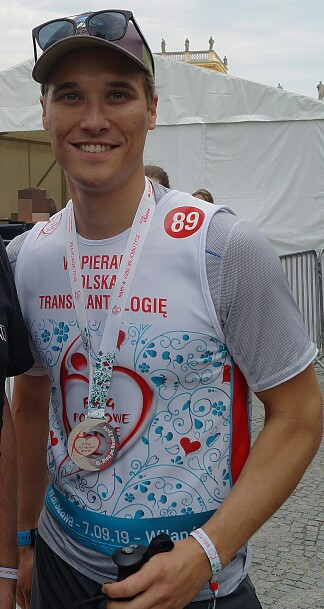
Maurycy Popiel, 2020

Maurycy Kacper Popiel (* 3. Januar 1990 in Krakau) ist ein polnischer Schauspieler.

## Leben
Schon während seiner Kindheit war Popiel der Schauspielerei verbunden, da seine Mutter, Lidia Bogaczówna ebenfalls Schauspielerin ist. Wie sein älterer Bruder Andrzej ist er ein Schüler der Krakauer Theaterhochschule (PWST). Er war ein Schüler in der Meisterklasse von Krzysztof Globisz. Neben Rollen in studentischen Produktionen hatte er Auftritte im Nowa Huta Volkstheater ("Samara", W. Nurkowski) und der Krakauer Oper ("Ich singe ein Liebeslied", W. Nurkowski). Am Teatr Bagatela debütierte er mit seinem Auftritt in der Farce "Bachelor Party" und schloss sich der Besetzung von "Mayday 2" an. Er spielte auch in ein paar Episoden von TV-Shows mit und war an dem Film von Janusz Majewski "Mała matura 1947" beteiligt und war ein Hauptdarsteller in Jan Komasas Warschau ’44.

## Filmografie

### Filme
- 2014/15: M jak miłość (als Olek Chodakowski, Bruder von Marcin)
- 2014: Miasto '44 (Warschau ’44, als Góral)
- 2010: Mała Matura 1947 (als Marek Kuliński)

### Serien
- 2013: 2XL (als Barkeeper, Folge 10–11)
- 2011: Czas Honoru (als Dieter Kugel, Folge 48)
- 2005: Szanse Finanse (Folge 9)

## Theater
- 2015: Poskromienie Złośnicy (als Lucentio), M. Kotański
- 2014: American Buffalo - Bizon (als Bob), K. Deszcz
- 2014: Mefisto (als Julien; Ansager / Kabaret; Cargo), M. Kotański
- 2013: Carmen. Bella Donna (als Valentin von Strachwitz), P. Pitera
- 2012: Wieczór Kawalerski (als Maurycy), P. Pitera
- 2012: Ferdydurke (als Pyzo, Pimko, Józio, Hurlecki), M. Miklasz
- 2011: Mroczna Gra Albo Historie Dla Chłopców, I. Kempa
- 2011: Lepsi, K. Globisz
- 2010: Skrzydlak (als Leakey), W. Nurkowski
- 2010: Śpiewam Miłosny Rym (als Konstanty), W. Nurkowski
- 2005: Mayday 2 (als Gavin Smith), M. Sławiński (seit September 2012)
- 2005: Testosteron (als Robal), P. Urbaniak (seit September 2014)